# Allium guicciardii
Allium guicciardii är en amaryllisväxtart som beskrevs av Theodor Heinrich von Heldreich. Allium guicciardii ingår i släktet lökar, och familjen amaryllisväxter. Inga underarter finns listade i Catalogue of Life.